# 総武流山電鉄3000形電車
総武流山電鉄3000形電車（そうぶながれやまでんてつ3000がたでんしゃ）は、流鉄が総武流山電鉄時代の1999年に西武鉄道（西武）から譲受して運用を開始した通勤形電車。
本項では、2010年から運用を開始した流鉄5000形電車（りゅうてつ5000がたでんしゃ）についても記述する。

## 3000形
在来車1200形・1300形の置き換えのため、1999年に西武旧101系の4両編成2本を3両編成化して譲受したもの。2000形に続き側面にN字形の帯を配したデザインとなっている。3両編成化に際し、種車のうちモハ101形偶数車に、クハ1101形偶数車の運転台を接合して先頭車化を行っている。形式は、馬橋寄り車両が制御車クハ30形、中間車が主制御器と菱形パンタグラフ2基を装備した電動車モハ3100形、流山寄り車両が制御電動車クモハ3000形である。なお、本系列は西武旧101系で唯一の他事業者への譲渡事例である。なお、置き換え対象となる1200形・1300形は元々1987年まで西武線で運用されてきた501系・551系を改造したものであり、西武線での世代交代を12年ぶりに総武流山電鉄で再現した形となった。
2010年1月20日の全列車2両編成化により定期運用から離脱し、「流星」は同年8月29日、「若葉」は2011年5月15日のさよなら運転をもって運用を終了し、廃車となった。
3000形 編成表
|                     | ← 馬橋流山 → | ← 馬橋流山 →      | ← 馬橋流山 →     | 製造 | 製造 | 改造    | 愛称        | 塗色  | 塗色 |
| 形式                | クハ30 (Tc)  | ◇ ◇ モハ3100 (M1) | クモハ3000 (Mc2) | 製造 | 製造 | 改造    | 愛称        | 塗色  | 塗色 |
| 形式                | クハ30 (Tc)  | ◇ ◇ モハ3100 (M1) | クモハ3000 (Mc2) | 製造 | 製造 | 改造    | 愛称        | 地色  | 帯色 |
| 車両番号 (西武時代) | 31 (1135)    | 3101 (135)        | 3001 (136+1136)  | 1970 | 所工 | 1999.03 | 流星（2代） | ■橙色 | ■白  |
| 車両番号 (西武時代) | 32 (1131)    | 3102 (131)        | 3002 (132+1132)  | 1970 | 所工 | 1999.07 | 若葉（2代） | ■黄緑 | ■白  |

所工：西武鉄道所沢車両工場

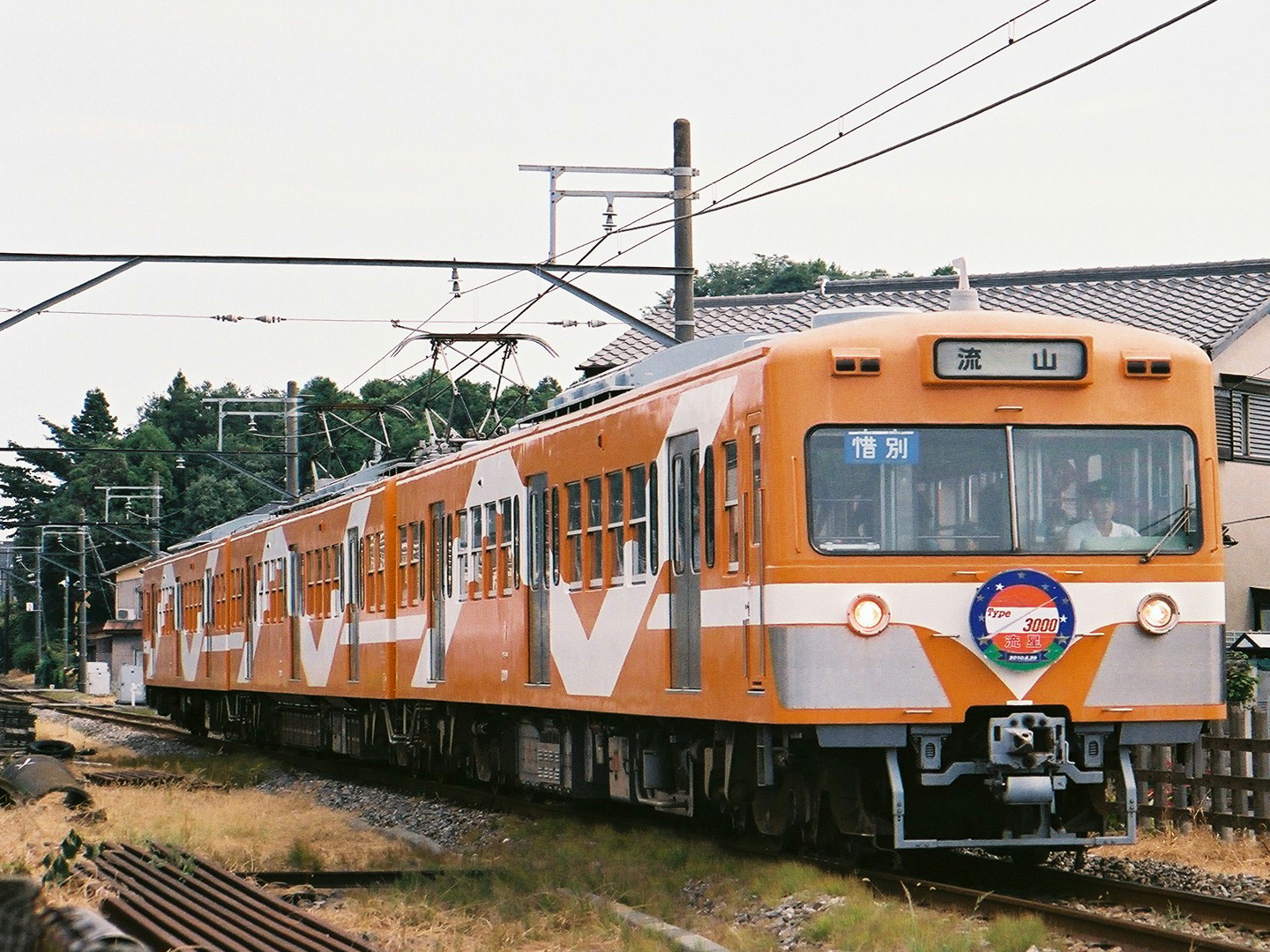
「流星」さよなら運転 （2010年8月29日 鰭ヶ崎 - 平和台間） 記念ヘッドマークの他、西武の種別板を模した「惜別」板が取り付けられた。
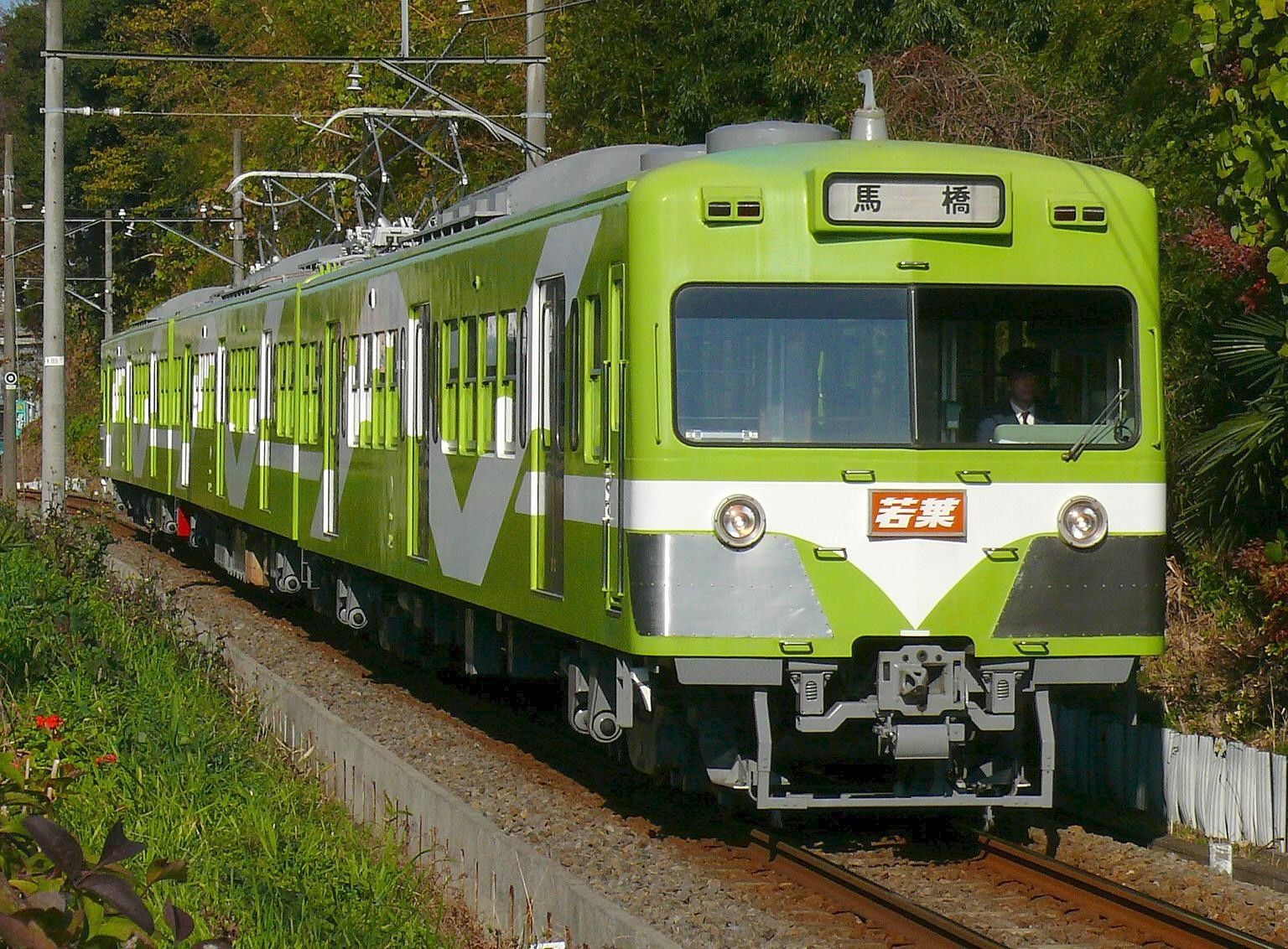
3002編成「若葉」 （2007年12月7日 平和台 - 鰭ヶ崎間）

## 5000形

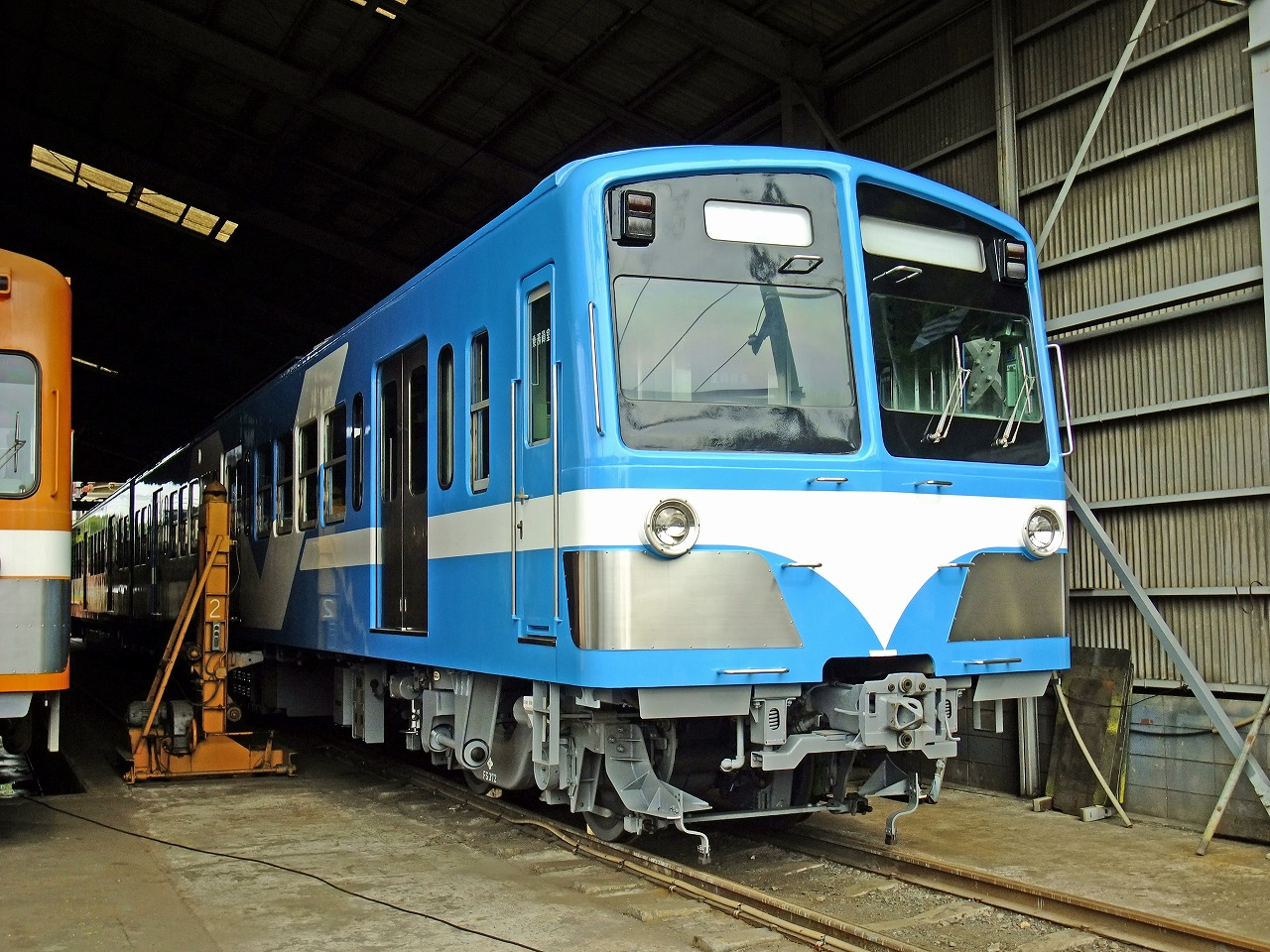
改造前の5001編成「流馬」（2009年11月1日 流山検車区）

つくばエクスプレス開業後の流山線の合理化の一環として、定期列車を終日ワンマン運転の2両編成とするため、2009年以降に西武新101系の2両編成を譲受したもの。3000形とは編成の向きが逆である。編成両車とも制御電動車で、形式は馬橋寄り車両がクモハ5100形、流山寄り車両が主制御器と菱形パンタグラフ2基を装備したクモハ5000形である。
西武鉄道の武蔵丘車両検修場にて外装のみ流鉄仕様に変更（塗装変更と側面の車番プレート取付を実施、一部編成は全般検査も併施）した上で流山検車区に搬入、その後日本電装の出張工事により各種改造が行われた。具体的にはワンマン化・バリアフリー化や各種保安装置の変更、外観としては前面の愛称板の取付と行先表示器のLED化、種別表示器の内容変更（「ワンマン」「各駅停車」「BEER列車」などが含まれるものへ）などが行われている。
2009年に5001編成が武蔵丘車両検修場で改造され、6月17日に流鉄カラーとなり同所から南入曽車両基地まで移動の後、6月22日甲種輸送された。2009年度冬からの運行開始が駅の掲示板で告知され、2010年1月20日、3日後のダイヤ改正に先立って営業運転を開始した。その後2013年までに全5編成が導入され、在来形式をすべて置き換えた。
なお、5003編成は2011年6月5日に開催された「西武・電車フェスタ2011 in 武蔵丘車両検修場」にて、塗装変更後の状態で展示されている。

### 導入後の変化

#### 塗装変更
竣工から10年ほど経つと全般検査に伴い車体の再塗装が行われるが、これを機に塗色を変更した編成がある。
5001編成は2017年7月30日のさよなら運転をもって「流馬」としての運転を終了。全般検査とあわせて塗装を変更し、2018年8月20日の試運転の後、同23日より「さくら」として営業運転を開始した。
5002編成「流星」は2019年夏に白帯での運転を終了。帯色を白から青へ変更し、2020年1月20日の試運転の後、同21日より営業運転を再開した。
5004編成「若葉」は、2021年秋に従来の塗色での運転を終了。車体色を黄緑地の白帯から翡翠色地の濃緑帯へと変更し、2022年11月22日の試運転の後、12月1日より営業運転を再開した。同時に車内のつり革の一部が緑色に変更されたほか、これまで全編成で黒色だった表記文字が白色に変更された。
なお、5003編成「あかぎ」・5005編成「なの花」はそのままの塗色で全般検査を行っている。

#### 混色編成（オムライス電車）
2021年から2024年にかけて、「あかぎ」「なの花」の編成を組み替えた混色編成が運転されていた。これは2021年11月に、5005編成「なの花」の不具合と5003編成「あかぎ」の全般検査などが重なって編成が不足したことに起因する。このとき先に検査を終えたクモハ5003（赤色）と、問題のなかったクモハ5105（黄色）によって、流山方から赤色+黄色となる混色編成が組成され、11月29日の試運転の後、同30日より営業運転を開始した。当初は特に名前が定まっていなかったが、2022年6月以降、公式Webサイトのお知らせにて、両車の塗装をケチャップと薄焼き卵になぞらえ「オムライス電車」の名称が使用されている。
2022年2月にはクモハ5005（黄色）の修理とクモハ5103（赤色）の検査が終了したが、混色編成が好評だったこともあってそのまま流山方から黄色+赤色の混色編成を組成した。2月19日に試運転を行い、同日中に営業運転を開始。
混色編成はその後、2023年8月に5005編成「なの花」の検査入場に伴い運用を終了。再び編成を組み替え、5005編成「あかぎ」は8月30日に試運転を実施、31日より営業運転を再開した。5003編成「なの花」は全般検査の後、2024年10月28日に試運転を実施、30日より営業運転を再開している。

#### その他
5003編成「あかぎ」は2024年8月に形式・検査等の車体表記の文字が白色に変更された。
5005編成「なの花」は2024年の全般検査に際して屋上の通風器を全て撤去した。

### 編成
5000系 編成表
|                       | ← 馬橋流山 →     | ← 馬橋流山 →         | 製造 | 製造 | 輸送時期 | 営業運転開始 | 愛称          | 塗色      | 塗色      | 備考                                   |
| 形式                  | クモハ5000 (Mc2) | ◇ ◇ クモハ5000 (Mc1) | 製造 | 製造 | 輸送時期 | 営業運転開始 | 愛称          | 塗色      | 塗色      | 備考                                   |
| 形式                  | クモハ5000 (Mc2) | ◇ ◇ クモハ5000 (Mc1) | 製造 | 製造 | 輸送時期 | 営業運転開始 | 愛称          | 地色      | 帯色      | 備考                                   |
| 車両番号 （西武時代） | 5101 (274)       | 5001 (273)           | 1982 | 所工 | 2009.06  | 2010.01.20   | さくら        | ■薄ピンク | ■濃ピンク | 当初は「流馬」（3代） ■水色地・■白帯。 |
| 車両番号 （西武時代） | 5102 (276)       | 5002 (275)           | 1982 | 所工 | 2010.09  | 2011.03.11   | 流星（3代）   | ■橙色     | ■青       | 当初は■白帯。                          |
| 車両番号 （西武時代） | 5103 (278)       | 5003 (277)           | 1982 | 所工 | 2011.10  | 2012.03.14   | あかぎ（2代） | ■臙脂色   | ■白       |                                        |
| 車両番号 （西武時代） | 5104 (288)       | 5004 (287)           | 1979 | 東急 | 2012.09  | 2012.12.03   | 若葉（3代）   | ■翡翠色   | ■濃緑     | 当初は■黄緑地・■白帯。                 |
| 車両番号 （西武時代） | 5105 (272)       | 5005 (271)           | 1982 | 所工 | 2013.09  | 2013.12.06   | なの花（3代） | ■黄色     | ■黄緑     |                                        |

所工：西武鉄道所沢車両工場
東急：東急車輛製造
当初のカラーバリエーション

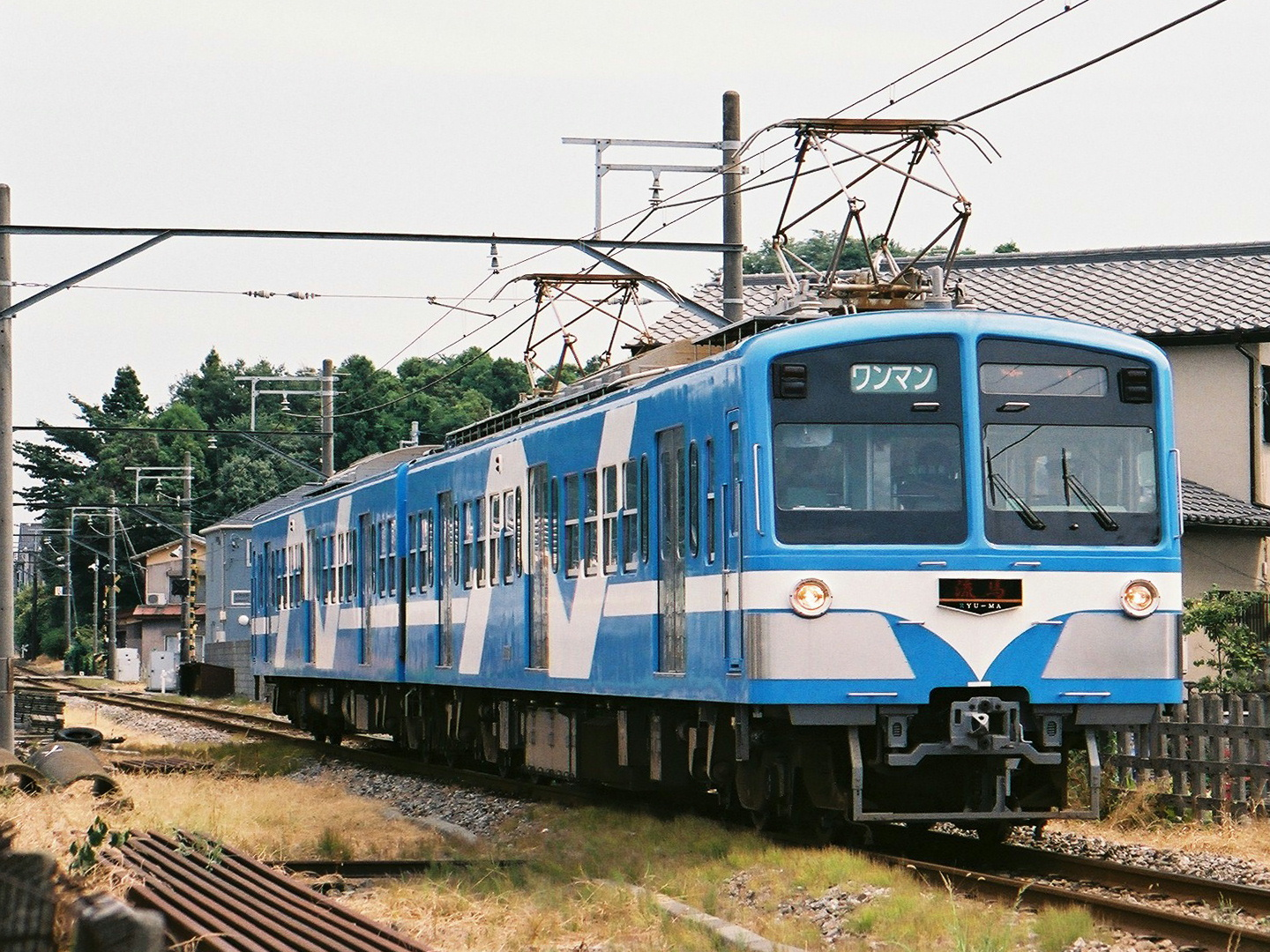
5001編成「流馬」時代 （2010年8月29日 鰭ヶ崎 - 平和台）
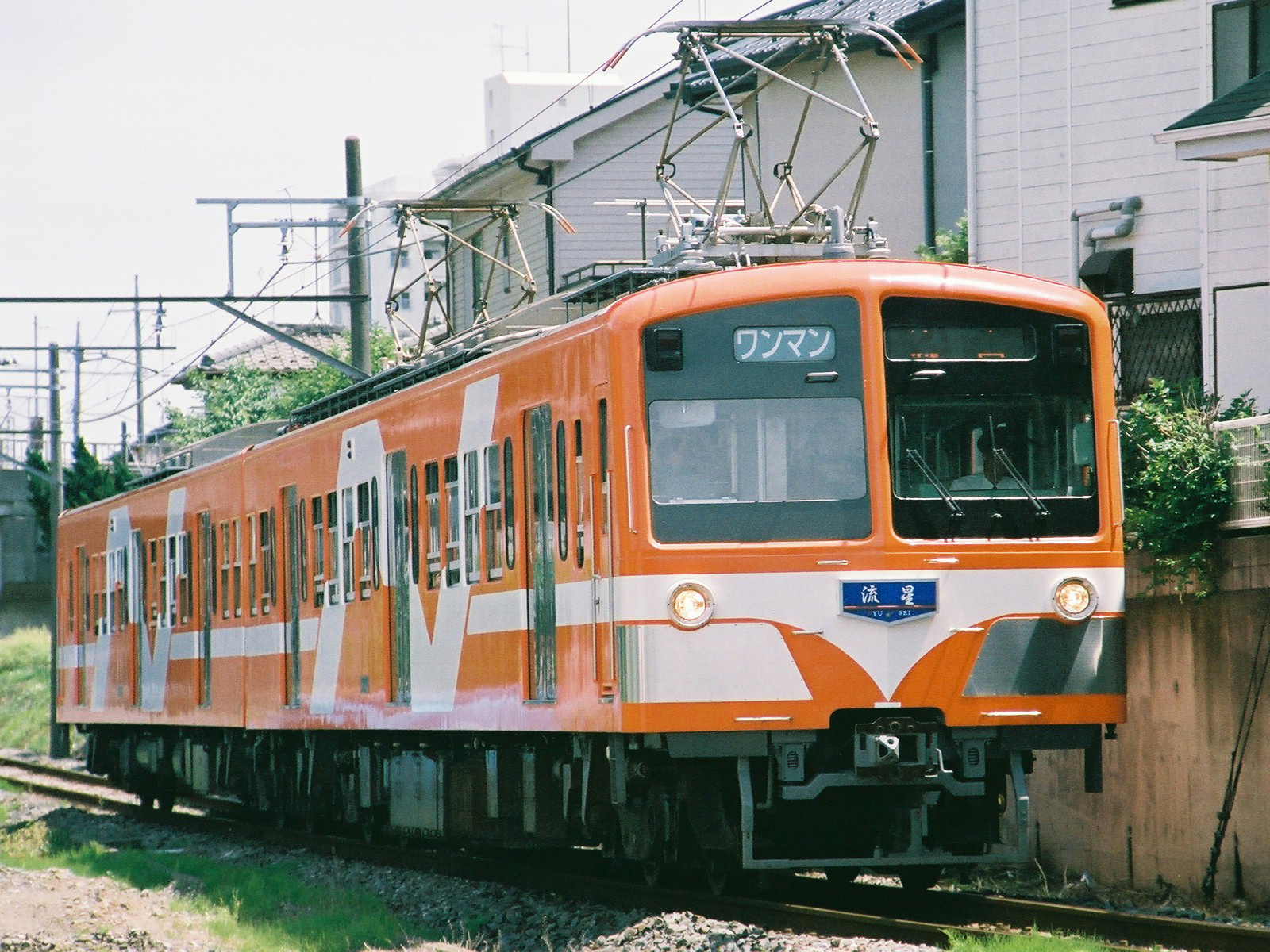
5002編成「流星」旧塗装 （2011年5月15日 鰭ヶ崎 - 平和台）
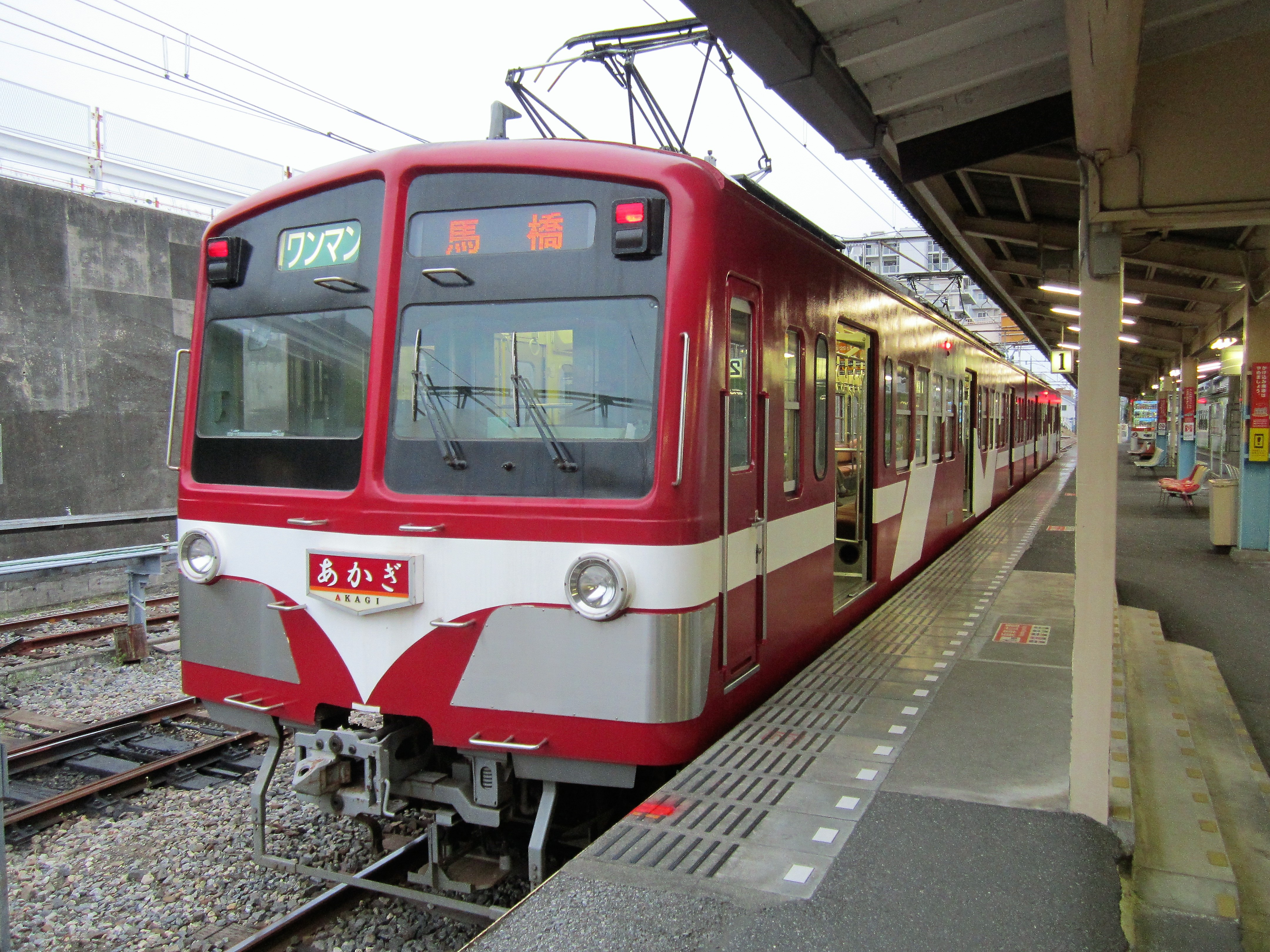
5003編成「あかぎ」 （2019年5月18日 流山）
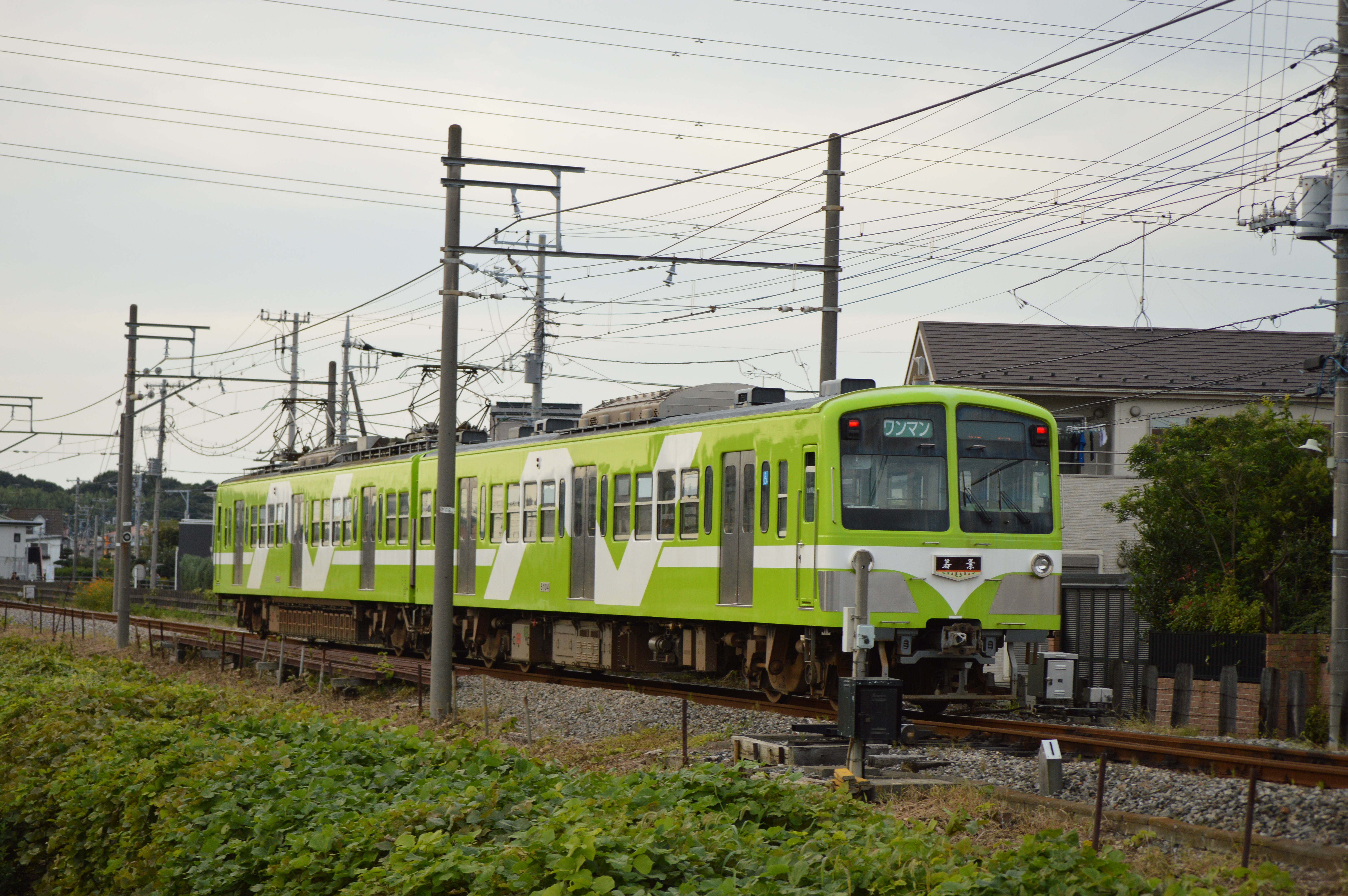
5004編成「若葉」旧塗装 （2015年9月21日 小金城趾 - 鰭ヶ崎）
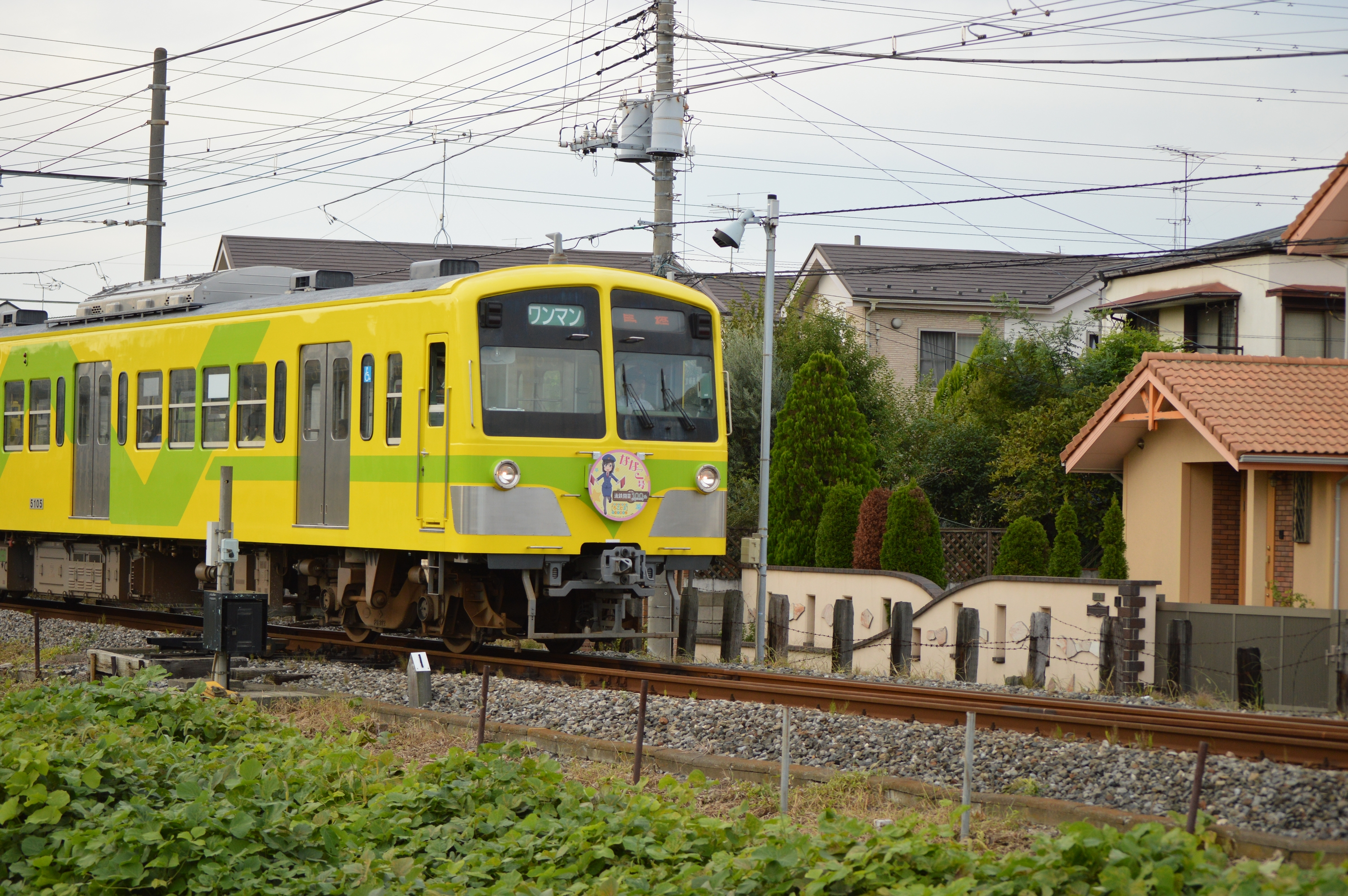
5005編成「なの花」開業100周年・『普通の女子校生が【ろこどる】やってみた。』コラボレーション記念装飾 （2015年9月21日 鰭ヶ崎-小金城趾）

塗装変更後の姿と混色編成

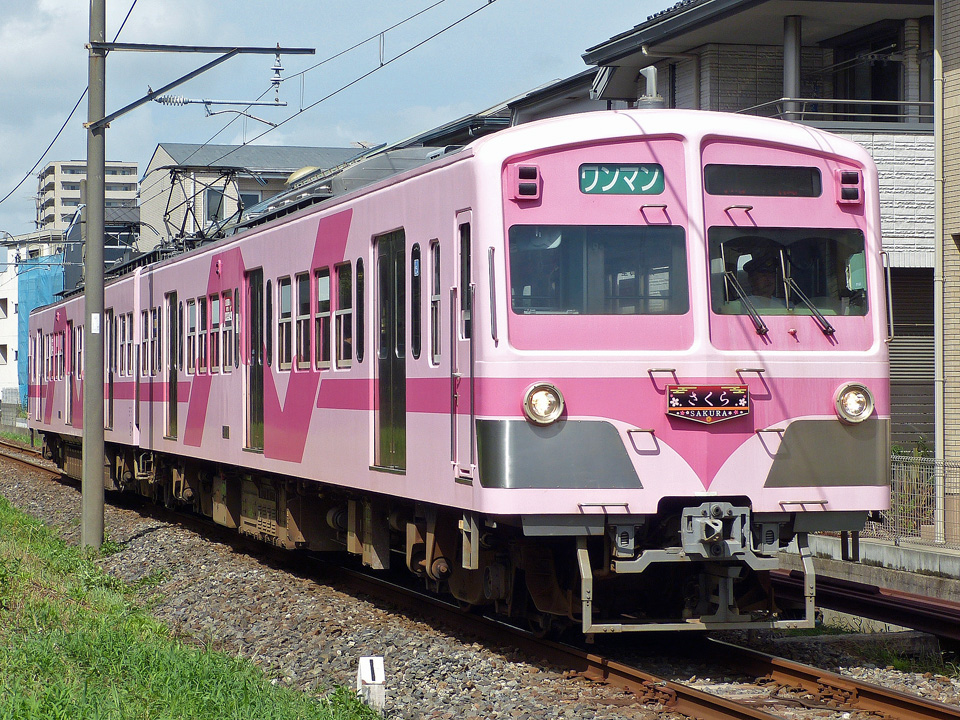
5001編成「さくら」 （2020年9月7日 幸谷 - 馬橋）
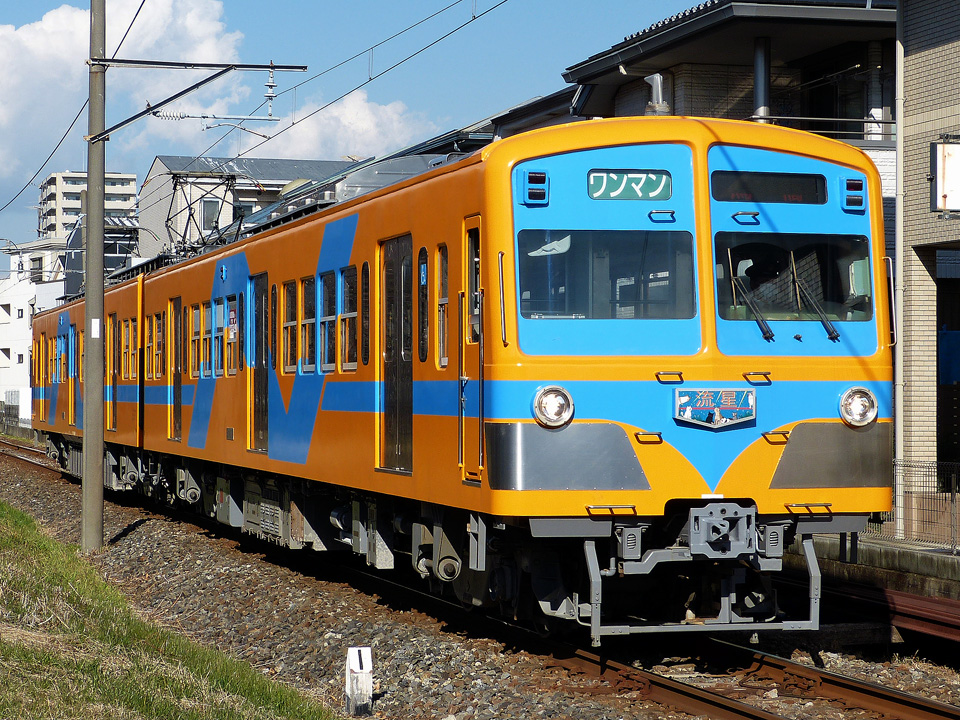
5002編成「流星」新塗装 （2021年2月2日 幸谷 - 馬橋）
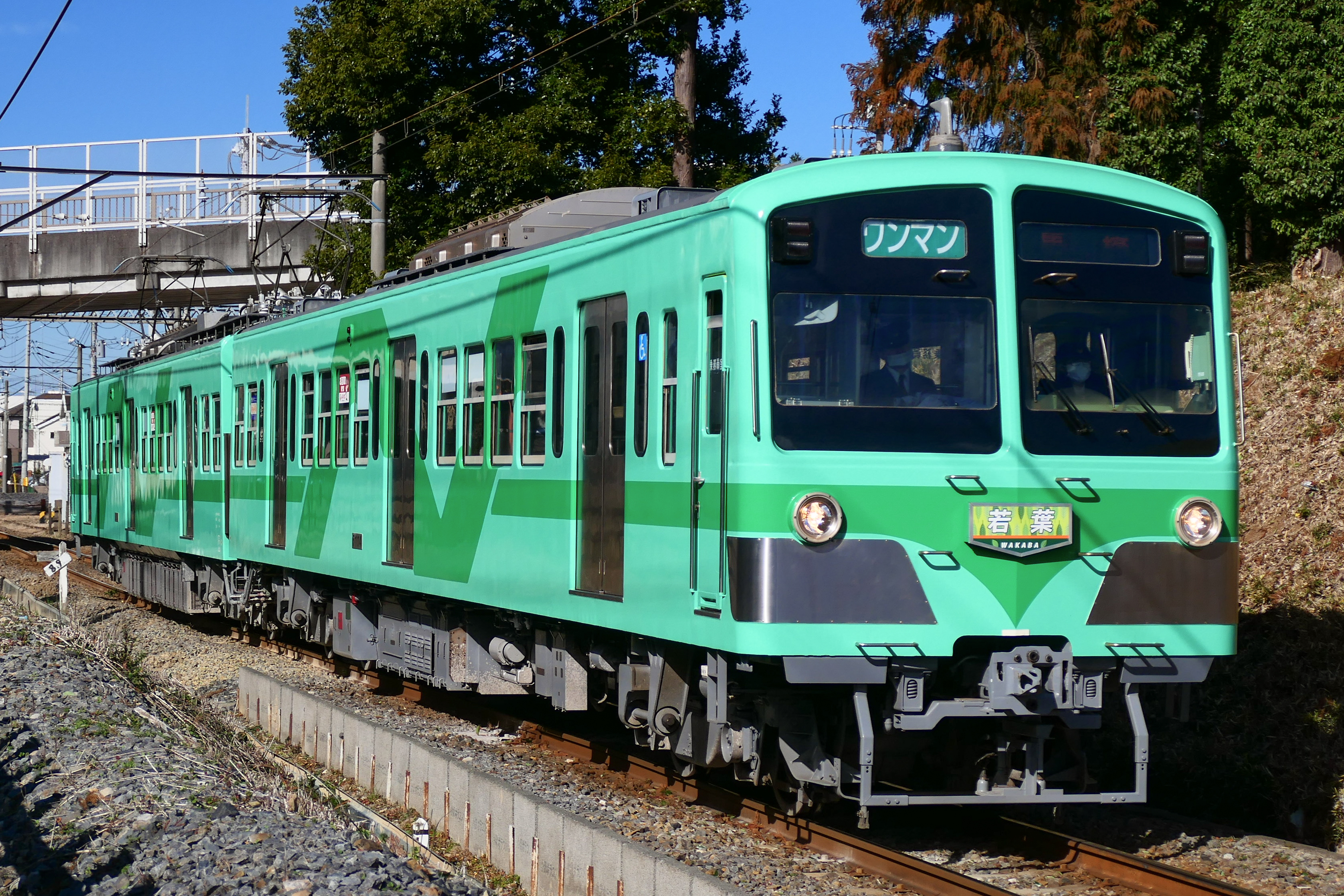
5004編成「若葉」新塗装 （2023年1月21日 平和台 - 鰭ヶ崎）
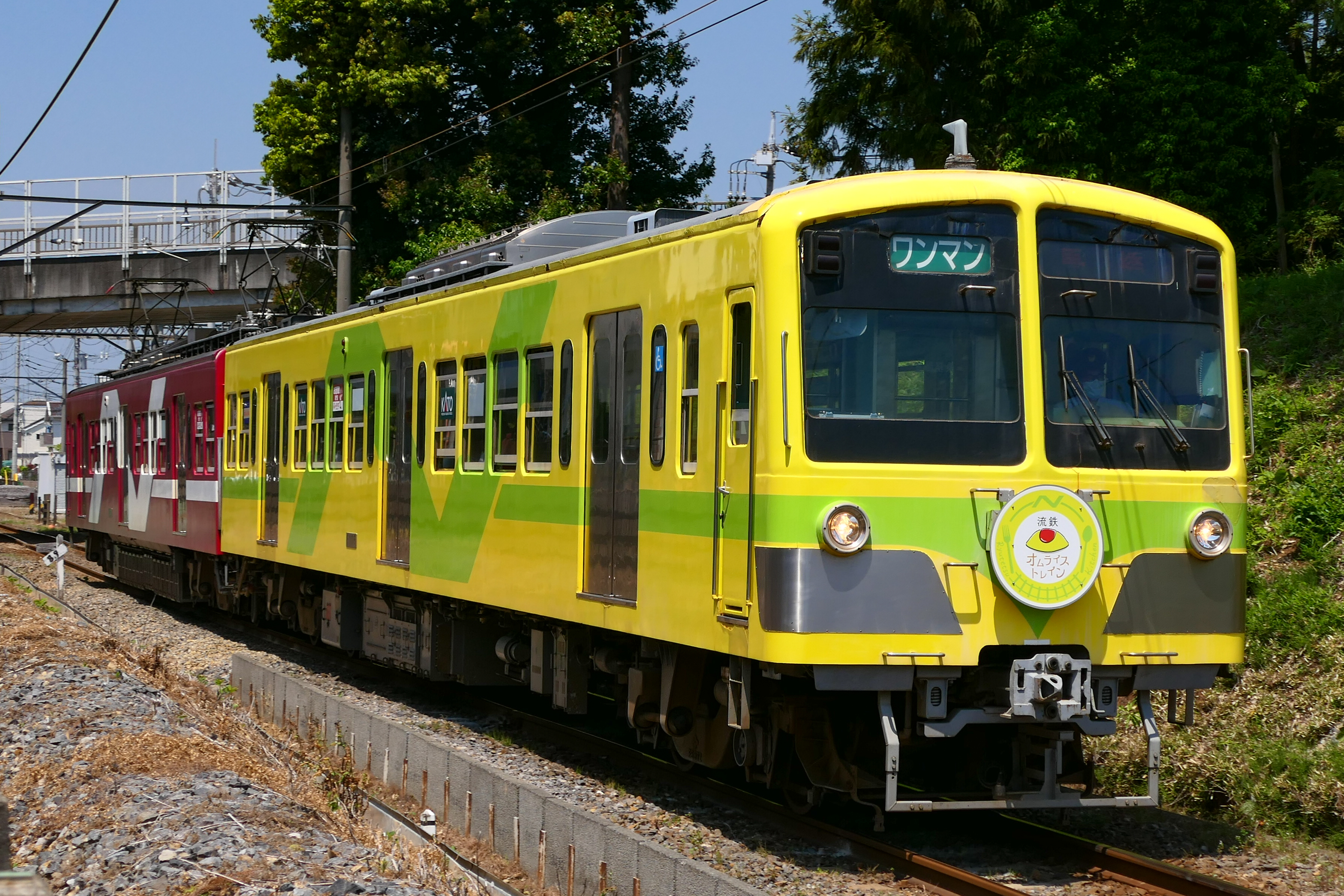
クモハ5005+クモハ5103による混色編成「オムライス電車」 （2023年5月4日 平和台 - 鰭ヶ崎）